# Maria Nikolaïevna Kouznetsova
Pour les articles homonymes, voir Kouznetsova.
Maria Nikolaïevna Kouznetsova ou Maria Kouznetsova-Benois (en russe : Мария Николаевна Кузнецова, en ukrainien : Марія Нiколаевна Кузнецова ; née le 22 juillet 1885 à Odessa dans l'Empire russe et décédée le 25 avril 1966 à Clichy) est une célèbre chanteuse d'opéra et danseuse russe. Son nom s'écrivait en France, au début du XXe siècle, Maria Kousnezoff.
Avant la révolution russe, Kouznetsova est l'une des plus célèbres chanteuses d'opéra de la Russie impériale. Elle travaille avec Richard Strauss, Nikolaï Rimski-Korsakov et Jules Massenet. Elle chante très souvent en duo avec Fédor Chaliapine. Elle quitte la Russie en 1917, et continue à chanter pendant une trentaine d'années avant de prendre sa retraite.

## Biographie

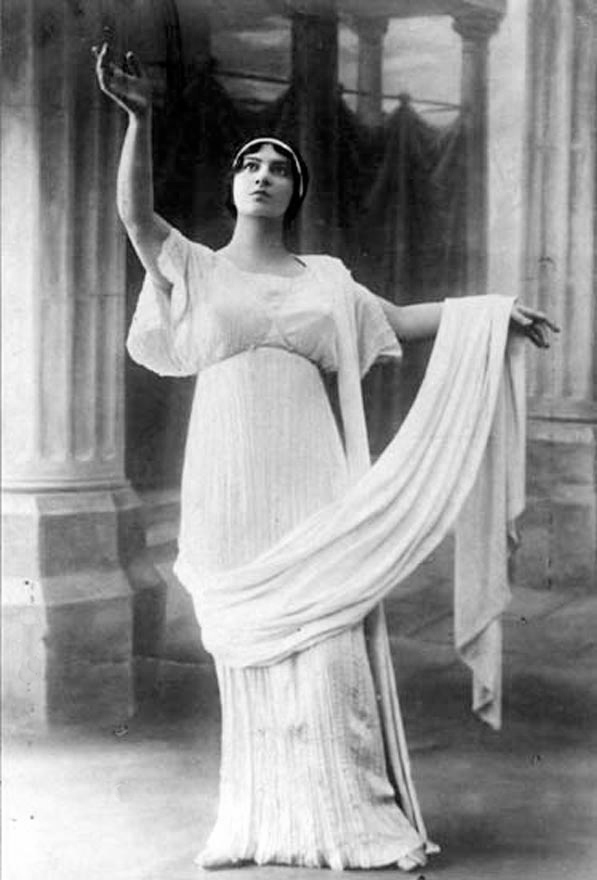
Maria Kouznetsova.

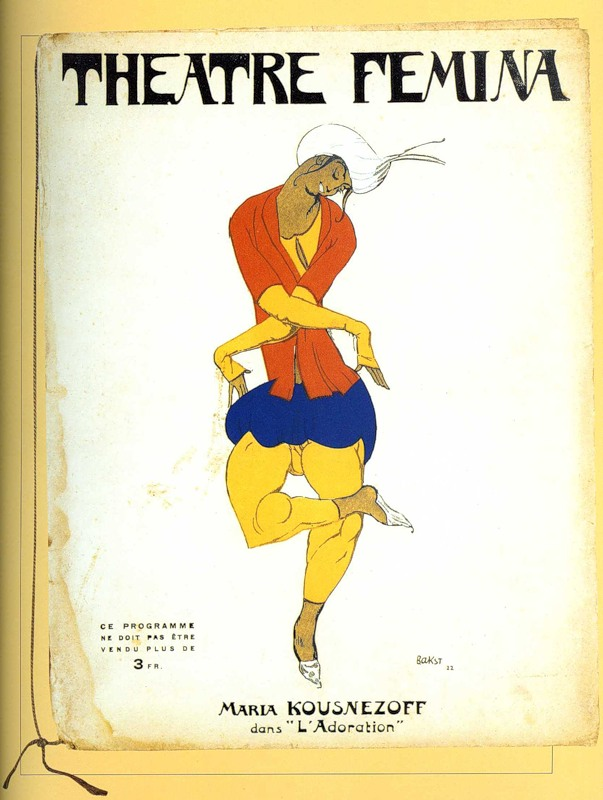
Maria Kouznetsova dans L'Adoration de L.Bakst (1922)

Maria Kouznetsova, née en 1885 à Odessa, est la fille du portraitiste Nikolaï Kouznetsov,.
La mère de Maria Kouznetsova descend d'une famille de scientifiques et d'intellectuels d'origine romano-russo-juive.
Sa grand-mère maternelle, Emilia Metchnikoff, née Nevakhovitch (1814-1879), est la fille de Lev Nevakhovitch (1776-1831), auteur russo-juif, traducteur et fondateur du mouvement Haskala en Russie,, puis proche des idées rationalistes et converti au luthéranisme. Emilia épouse un officier de la Garde russe, Ilya Metchnikoff. Ils ont deux fils : le microbiologiste Élie Metchnikoff, lauréat du prix Nobel, et le sociologue Léon Metchnikoff.
Maria Kouznetsova étudie d'abord le ballet à Saint-Pétersbourg, puis elle abandonne la danse pour étudier la musique avec le baryton Joachim Tartakov,.
Maria Kouznetsova est une soprane lyrique dotée d'une belle voix claire. Elle a aussi un remarquable talent d'actrice. Igor Stravinsky la décrit comme très appétissante à regarder et à entendre,
Elle épouse en premières noces Nikolaï Albertovitch Benois. Après le décès de Nikolaï, elle épouse l'industriel Alfred Massenet, petit-neveu de Jules Massenet.
Alfred Massenet a travaillé un temps dans l'Empire russe avant la révolution. Il est alors président de la Société industrie minière de Chagali-Heliar, compagnie de mines de cuivre dont le siège est à Tiflis en Géorgie.
Le 25 novembre 1932, elle est renversée par une voiture à Paris et blessée au front.
Kouznetsova finit sa vie dans la pauvreté, vivant dans une chambre d'un petit hôtel proche des Champs-Élysées, abandonnée par son fils Mikhaïl et ses anciens collègues et amis. La seule compagnie de Maria est sa couturière Olga. Maria survit en donnant des leçons de théâtre et de chant. Olga racontera souvent comment Fédor Chaliapine mourra dans les bras de Kouznetsova. Maria Kouznetsova meurt à Paris le 25 avril 1966, et est inhumée au cimetière russe de Sainte-Geneviève-des-Bois.

## Carrière
En 1904, elle débute au conservatoire Rimski-Korsakov de Saint-Pétersbourg dans le rôle de Tatiana dans l'opéra Eugène Onéguine de Tchaïkovski.
En 1905, Kouznetsova tient le rôle de Marguerite dans l'opéra Faust de Charles Gounod au théâtre Mariinsky,.
Un soir, une dispute éclate dans le vestibule du théâtre Mariinsky entre des étudiants et des officiers de l'armée pendant que Maria chante le rôle d'Elsa de Lohengrin de Richard Wagner. Avant que la panique ne s'ensuive, Maria, imperturbable, calme la foule en entonnant l'hymne national russe : l'Hymne des tsars.
Elle est soliste du Mariinsky jusqu'en 1917, au début de la révolution russe, 
Durant sa longue carrière, Kouznetsova inaugure de nombreux rôles dont les suivants :
| Rôle                     | Opéra                                                                   | Compositeur              | sources |
| ------------------------ | ----------------------------------------------------------------------- | ------------------------ | ------- |
| Fevronia                 | La Légende de la ville invisible de Kitège et de la demoiselle Fevronia | Nikolaï Rimski-Korsakov  | [ 3 ]   |
| Cléopâtre                | Cléopâtre                                                               | Jules Massenet           |         |
| Woglinde                 | L'Or du Rhin                                                            | Richard Wagner           |         |
| Fausta                   | Roma                                                                    | Jules Massenet           |         |
| Oksana                   | Les Souliers de la reine                                                | Piotr Ilitch Tchaïkovski |         |
| Thaïs                    | Thaïs                                                                   | Jules Massenet           |         |
| Violetta                 | La traviata                                                             | Giuseppe Verdi           |         |
| La Demoiselle des neiges | La Demoiselle des neiges                                                | Nikolaï Rimski-Korsakov  |         |
| Mimi                     | La Bohème                                                               | Giacomo Puccini          |         |
| Tosca                    | Tosca                                                                   | Giacomo Puccini          |         |
| Antonida                 | Une vie pour le tsar                                                    | Mikhaïl Glinka           |         |
| Lyudmila                 | Rouslan et Ludmila                                                      | Mikhaïl Glinka           |         |
| Tamara                   | Le Démon                                                                | Anton Rubinstein         | ,       |

En 1924, elle joue le rôle d'Hélène dans La Danse des libellules, opérette de Franz Lehár, adaptée par Roger Ferréol et Max Eddy au Bataclan, première le 15 mars, 138 représentations.